# Distrikt
 For den administrative enhed i Kina, se Distrikt (Kina).
Et distrikt, af latin  districtus (domsret, jurisdiktion) er en subnational enhed af administrativ eller anden karakter. Mange lande anvender denne betegnelse, men den administative status for distrikter, kan variere fra en funktion på linje med en dansk kommune til en mere overordnet status som amt eller region. Ordet kendes på dansk i hvert fald tilbage til 1700-tallet.
Distrikt anvendes også som regional geografisk betegnelse i forskellige sammenhænge, eksempelvis skovdistrikt, jagtdistrikt og postdistrikt.
Betegnelsen distrikt er derudover ofte tilknyttet diverse valgstrukturer, som valgdistrikt i en betydning, der modsvarer det danske ord valgkreds, selvom opstillings- og valgregler varierer fra land til land.